# 長谷部由起子
長谷部 由起子（はせべ ゆきこ、1957年7月4日 - ）は、日本の法学者。専門は民事訴訟法。学習院大学法科大学院教授。千葉県出身。新堂幸司に師事。

## 人物
専門の民事訴訟法をはじめ司法制度についても研究を行う。新堂幸司門下。司法制度改革推進本部をはじめ多数の政府の審議会委員を歴任する。憲法学者で早稲田大学教授の長谷部恭男は夫である。

## 学歴
- 1980年 - 東京大学法学部私法コース卒業

## 職歴
- 1985年 - 成蹊大学法学部助教授
- 1994年 - 成蹊大学法学部教授
- 1998年 - 学習院大学法学部教授
- 2004年 - 学習院大学法科大学院教授

## 著書
- 『変革の中の民事裁判』（東京大学出版会、1998年）
- （山本弘・松下淳一との共著）『民事訴訟法』（有斐閣［有斐閣アルマ］、2009年／第2版・2013年）
- 『民事訴訟法』（岩波書店、2014年）